# Cal Reig (Lladurs)
Cal Reig és una masia situada al municipi de Lladurs, a la comarca catalana del Solsonès.
Té les parets de pedra i arcs. Es conserven les parets exteriors i part de trebols i teulada. Amb important implantació històrica al municipi, documentada l'any 1372.